# Instrumento de pagamento
Os instrumentos de pagamento são classificados em ordens de débito e ordens de crédito.
- Na ordem de débito, o comando do pagamento é iniciado pelo beneficiário, na ordem de crédito pelo pagador. 
  - Exemplo: o cheque, cujo processo de liquidação é iniciado pelo beneficiário.

- Na ordem de crédito,o pagamento é iniciado pelo pagador.
  - Exemplos: a Transferência Eletrônica Disponível (TED), o PIX (Pix), o Documento de Crédito (DOC) e o Boleto de Cobrança Bancário.

Cartões
Visa, Mastercard